# Ньяла (город)
Нья́ла (араб. نيالا‎, англ. Nyala) — город в Судане, административный центр провинции Южный Дарфур.

## География
Расположен примерно в 900 км к юго-западу от Хартума, на высоте 686 метров над уровнем моря. Рядом находится город Герейда.

## Климат
| Показатель                    | Янв. | Фев. | Март | Апр. | Май  | Июнь | Июль  | Авг.  | Сен. | Окт. | Нояб. | Дек. | Год   |
| ----------------------------- | ---- | ---- | ---- | ---- | ---- | ---- | ----- | ----- | ---- | ---- | ----- | ---- | ----- |
| Средний суточный максимум, °C | 30,7 | 32,8 | 36,2 | 37,1 | 38,7 | 35,3 | 33,0  | 32,2  | 32,8 | 34,4 | 33,6  | 31,0 | 34,1  |
| Средняя температура, °C       | 23,1 | 25,1 | 28,3 | 29,4 | 31,3 | 29,1 | 27,7  | 27,1  | 26,9 | 27,7 | 26,5  | 23,7 | 27,2  |
| Средний суточный минимум, °C  | 15,4 | 17,3 | 20,5 | 21,7 | 23,9 | 22,9 | 22,3  | 21,9  | 21,1 | 21,1 | 19,4  | 16,5 | 20,3  |
| Норма осадков, мм             | 0    | 0    | 0,6  | 2,3  | 18,4 | 49,3 | 119,4 | 118,3 | 71,1 | 18,9 | 0     | 0    | 398,3 |
| Источник:                     |      |      |      |      |      |      |       |       |      |      |       |      |       |

## Экономика и транспорт
В городе производят текстиль, пищевые продукты, изделия из кожи. В Ньяле есть автомобильный и железнодорожный вокзал, внутренний аэропорт. Город является центром торговли гуммиарабиком, здесь расположены филиалы Сельскохозяйственного Банка Судана и Народного Кооперативного Банка (который кредитует различные кооперативы состоящие из фермеров, ремесленников, рыбаков и прочих). Город стал убежищем для беженцев после вспышки насилия в Дарфуре в 2003 году. В Ньяле расположен университет.

## Население
По оценочным данным на 2013 год население города составляет 479 366 человек.
Динамика численности населения города по годам:
| 1973   | 1983    | 1993    | 2007    | 2012    | 2013    |
| ------ | ------- | ------- | ------- | ------- | ------- |
| 59 853 | 111 623 | 227 183 | 565 734 | 468 955 | 479 366 |

## Галерея
- Аэропорт Ньялы